# Pat Hare
Pat Hare (* 20. Dezember 1930 in Cherry Valley, Arkansas; † 26. September 1980 in St. Paul, Minnesota), eigentlich Auburn Hare, war ein US-amerikanischer Blues- und Rockabilly-Gitarrist und Sänger.
Ende der 1940er Jahre musizierte Hare in Memphis in der Band von Howlin’ Wolf. 1953 spielte er die Gitarre bei der ersten Hit-Single von James Cotton, My Baby/Straighten Out Baby und Cotton Crop Blues/Hold Me in Your Arms. Mitte der 1950er Jahre arbeitete Hare mit Junior Parker und Rosco Gordon zusammen. 1957 machte er Aufnahmen mit  Bobby "Blue" Bland, darunter der Hit Farther On Up The Road. In den späten 1950ern war er in Chicago Mitglied der Band von Muddy Waters, mit der er 1960 Live at Newport einspielte. 1962 ging Hare nach Minneapolis, wo er mit George "Mojo" Buford auftrat.
Eigentlich ein eher ruhiger Mensch, verlor Hare leicht die Beherrschung, wenn er trank. 1964 wurde er wegen Mordes an seiner Freundin und einem Polizisten verurteilt (die Tat geschah am 15. Dezember 1963) und verbrachte den Rest seines Lebens hinter Gittern, wo er 1980 an Krebs starb. Im Gefängnis gründete er die Band "Sounds Incarcerated" (Sounds Inhaftiert). Ironischerweise hatte er 1954 ein Stück namens I'm Gonna Murder My Baby aufgenommen, in dem er sang: Yes, I'm gonna murder my baby (yeah, I'm tellin' the truth now) 'Cause she don't do nothin' but cheat and lie.